# Đông Vương Công
Đông Vương Công (tiếng Trung: 東王公) là một vị thần trong thần thoại và Đạo giáo Trung Quốc. Còn gọi là Đông Hoa Đế Quân, ông thường được xếp với Tây Vương Mẫu.